# Preis-Informationsdienst
Als Preis-Informationsdienst (auch Preisberichts-Stelle, englisch: „Price Reporting Agency“, PRA)  wird ein Dienstleistungs-Unternehmen oder -Angebot bezeichnet, das in Kapital- und Rohstoffmärkten einen Preis-Index oder Benchmark bereitstellt.

## Bereitstellung von Benchmarks
Die Bereitstellung eines Benchmarks beinhaltet Design und Verwaltung des Mechanismus zur Benchmark-Bestimmung. In einer vorab festgelegten Frequenz werden dafür Eingabedaten zwecks Benchmark-Bestimmung erhoben, analysiert und verarbeitet. Darauf wird eine Formel oder andere Berechnungsmethode angewandt, um den Benchmark zu bestimmen. Dieser Benchmark wird dann verteilt oder publiziert, meist geschieht dies als Zeitreihe. Die Verteilung erfolgt über Newsletter, Branchen-Informationsdienste, Websites oder Preis-Feeds, wobei je nach Zeitnähe und Umfang der Daten sowie der lizenzrechtlich erlaubten Weiterverarbeitung unterschiedlich hohe Subskriptions-Gebühren anfallen.
In liquiden Märkten, in denen der Handel nur an einem regulierten Marktplatz stattfindet, werden Indices üblicherweise von den Betreibern dieses regulierten Marktplatzes selbst erhoben. Ein Beispiel dafür ist der DAX, eine Marke der Deutsche Börse AG. Der DAX bildet nur Aktien ab, die an der Börse Frankfurt gehandelt werden. Hingegen bildet der S&P 500 Aktien sowohl von NYSE als auch von NASDAQ ab, zwei Börsen mit unterschiedlichen Betreibern. Der S&P 500 wird von S&P Dow Jones Indices, einer Tochter von S&P Global veröffentlicht. Diese Börsen-Indices benutzen als Eingabe-Daten nur Handelsdaten von Börsen, die Berechnungsmethoden und Wichtungen sind transparent.
In weniger liquiden Märkten, besonders im Handel mit Commodities, findet ein Großteil des Handels außerbörslich (OTC) statt. Hier bedienen sich Preis-Informationsdienste neben Real-Daten wie Bid-Ask-Spreads von Broker-Plattformen auch der Umfragemethode. Dabei werden große Händler in festgelegten Zeitfenstern kontaktiert, und nach getätigten Geschäften und dabei erzielten Preisen befragt. Diese Methode kann auch teil-automatisiert werden, indem innerhalb des Zeitfensters Angebots- und Verkaufspreise sowie getätigte Transaktionen elektronisch an den Preis-Informationsdienst übertragen werden. Diese Methode wurde im Ölhandel 1992 von Platts unter dem Namen „market-on-close“ (MOC) eingeführt, eine halbstündige Periode vor Handelsende, in der täglich Preisdaten erhoben werden.

## Geschäftsmodell
Bestimmte Angebote der Preis-Informationsdienste sind mit den Geschäftsmodellen von Verlagen für Wirtschaftsnachrichten vergleichbar. Es werden in regelmäßigen Abständen (täglich, wöchentlich, monatlich) Newsletter und Informationspakete zu bestimmten Teilaspekten eines Marktes veröffentlicht. Große Anbieter sind dabei in der Lage, ihre Angebote zu zerteilen und in unterschiedlichen Paketen anzubieten, zum Beispiel als Länderreport (geographische Abgrenzung), als Produktreport (angebotsseitige Abgrenzung) oder als Kundenreport (nachfrageseitige Abgrenzung). Diese Angebote bieten meist Hintergründe, aktuelle Nachrichten, und Vorhersagen qualitativer Art. Der Vertrieb findet über Abonnements statt.
Das ökonomische Kernangebot der Preis-Informationsdienste sind jedoch die Preise, Benchmarks und Indices. Je näher an der Echtzeit des Handels diese Daten erhoben und verteilt werden, desto teurer können sie verkauft werden. Hat sich ein bestimmter Index erst einmal als Benchmark in langfristigen Lieferverträgen etabliert, so sind die Nutzer des Benchmarks praktisch gezwungen, den jeweiligen Preis-Informationsdienst mindestens so lange zu abonnieren, wie auch der letzte darauf fußende Vertrag abgerechnet ist. In bestimmten Rohstoffmärkten wie zum Beispiel dem Gasmarkt sind bis zu fünfjährige Lieferverträge nicht unüblich. Die Anbieter etablierter Benchmarks können so Monopol-Renten erzielen.

## Kritik und Regulierung
Die Erhebung und Berechnung von bestimmten Benchmarks und Indices wird als intransparent und manipulationsanfällig kritisiert. Häufig tragen eben jene Unternehmen in Befragungen und Trade Windows zur Bildung von Indices bei, die an Preisbewegungen in eine bestimmte Richtung wegen ihrer Positionen ein hohes ökonomisches Interesse haben. Schon kleinste Preisbewegungen von Indices können wegen der Hebelwirkung von darauf abgeschlossenen Derivaten hohe Gewinne oder Verluste bewirken. Besonders kritisch ist die Erhebung zu bestimmten Zeitpunkten wie dem Monatsende, die bei langfristigen Lieferverträgen zum Fixing herangezogen werden. Gunvor wurde zum Beispiel 2012 vorgeworfen, den von Platts ermittelten Benchmark für Urals-Öl über vier Jahre manipuliert zu haben, um Gewinne von staatlichen Einnahmen Russlands hin zum privaten Unternehmen Gunvor zu verlagern. Auch die Preis-Informationsdienste selbst, die ihren Umsatz mit diesen Unternehmen erzielen, stehen in der Kritik. 
2013 wurden zum Beispiel bei BP, Shell, Statoil und Platts Büroräume durchsucht, da der Verdacht einer seit zehn Jahren andauernden Manipulation des Ölpreises bestand. Um diesem Vorwurf zu entgehen, stellten eine Reihe von Unternehmen den Kontakt zu den Preis-Informationsdiensten als Lieferant von Marktdaten ein, was die Qualität und Manipulationssicherheit der Indices durch sinkende Liquidität der abgefragten Preise eher noch verschlechtert. Versuche, dieser Kritik durch Selbstregulierung oder Regulierung von außen zu begegnen, wurden vor allem durch den 2012 aufgedeckten Libor-Skandal befördert.
2013 veröffentlichte die IOSCO ihre „Principles for Financial Benchmarks“, die Anforderungen an Überwachung von Preis-Informationsdiensten und der Erhebung von Benchmarks formulierte. Im Wesentlichen sollten diese Anforderungen durch freiwillige Selbstverpflichtung eingeführt werden. Einige Preis-Informationsdienste wie zum Beispiel ICAP (2014) haben sich dem IOSCO-Prinzipien schon freiwillig unterworfen. Die Erhebung der vom Libor-Skandal betroffenen Zins-Indices Libor, Euribor und Tibor wurde unter Aufsicht der FCA auf die IOSCO-Prinzipien umgestellt.
Die EU ging 2012 mit ihrem Gesetzesvorschlag zur Regulierung von „Indizes, die bei Finanzinstrumenten und Finanzkontrakten als Benchmark verwendet werden“ noch weiter, einerseits in den Anforderungen, und andererseits in der vorgesehenen Art der Einführung. Während die Veröffentlichung von Preisinformationen im Sinne der Pressefreiheit nicht verboten werden kann, greift der Vorschlag auf Seiten der Benutzer an: Finanzunternehmen, die der Regulierung unterliegen, wird die Verwendung von nicht-regulierten Indices schlicht untersagt. Eine Konsultation fand 2012 statt, die vorgeschlagene EU-Richtlinie hat noch keine Gesetzeskraft erlangt. 

## Relevante Anbieter
Öl und LNG wird global gehandelt. Entsprechend dominieren globale PRAs. Die drei führenden Preis-Informationsdienste im Energie-Bereich sind:
- Platts, gegründet 1909 in Ohio, ab 1953 zu McGraw-Hill gehörig, heute Teil von S&P Global
- Argus Media, gegründet 1970 in London
- ICIS Heren, gegründet 1993 in London, und seit 2008 zu Reed Elsevier gehörig

Die im Finanzbereich tätigen PRAs Thomson Reuters, Bloomberg und Dow Jones sind teilweise auch im Energiebereich tätig, dominieren dort jedoch nicht. Daneben gibt es PRAs mit einem nationalen oder regionalen Fokus, die Teilmärkte bedienen. Dazu gehören im Energiebereich Opis (USA), O.M.R. (Deutschland), e-petrol (Polen), IHS McCloskey (Großbritannien), Kortes (Russland) und RIM (Japan).
Im Handel mit Metallen sind die führenden PRAs:
- CRU (Commodities Research Unit), gegründet 1968 in London
- Metal Bulletin, gegründet 1913 in London, seit 2006 zu Euromoney Institutional Investor gehörig
- Platts, insbesondere seit dem Erwerb der Steel Business Briefing Group (SBB) und von The Steel Index (TSI), beide 2011.